# 1154

## Догађаји
- 25. октобар — Енглески краљ Стивен умире; наслеђује га Хенри Анжујски, син краљице Матилде.
- 19. децембар — Хенри II Плантагенет је крунисан у Вестминстерској опатији, као први енглески краљ из династије Плантагенет.
- Википедија:Непознат датум — Рат Босне и Дубровника 1154. се водио недалеко од Требиња, између Дубровника на челу војске је био Михо Бобаљевић и војске српске бановине Босне које су предводили бан Борић и Томаш Вукмирић. Окончала се поразом војске Бановине Босне, као и погибијом два заповједника Џива Цријевића и Томаша Вукмирића.
- Википедија:Непознат датум — Опсада Браничева (1154)

## Смрти
- Папа Анастасије IV

- Вјачеслав I Кијевски
- Волтер I Гренијер

- Ел Зафир

- Изјаслав II Кијевски

- Исак Комнин (син цара Јована II)

- Руђер II Сицилијански

- Стивен Енглески

- Томаш (бан Босне)